# Jamaicaspindalia
Jamaicaspindalia (Spindalis nigricephala) är en fågel i den nybildade familjen spindalior inom ordningen tättingar.

## Utbredning och systematik
Fågeln förekommer enbart på Jamaica. Den behandlas som monotypisk, det vill säga att den inte delas in i några underarter.
Fram tills nyligen placerades arterna i släktet Spindalis i familjen tangaror (Thraupidae). DNA-studier visar dock de utgör en egen utvecklingslinje nära släkt tillsammans med likaledes karibiska och tidigare tangarorna i Nesospingus, Phaenicophilus och troligen Calyptophilus, men även Microligea palustris och Xenoligea montana, två arter som tidigare ansetts vara skogssångare. Denna grupp står närmare skogssångare och trupialer än tangaror. 
Inom gruppen är de olika utvecklingslinjerna relativt gamla, där Spindalis skilde sig från närmaste släktingen Nesospingus för nio miljoner år sedan. Det gör att spindaliorna numera ofta lyfts ut i en egen familj, Spindalidae. Andra behandlar hela gruppen som en enda familj, Phaenicophilidae.

## Status
Trots det begränsade utbredningsområdet och att den tros minska i antal anses beståndet vara livskraftigt av internationella naturvårdsunionen IUCN. 